# IcAROS Desktop
Icaros Desktop (dawniej VmwAROS) - jedna z najpopularniejszych dystrybucji systemu operacyjnego AROS tworzona przez Paolo Bessera. Charakteryzuje się względną łatwością użytkowania nawet dla niezbyt doświadczonych użytkowników oraz estetycznym i funkcjonalnym interfejsem.
Dystrybuowany jest jako bootowalna płyta LiveDVD, ale występuje także w nieco zubożonej wersji (Icaros desktop lite) do wypalenia na płycie CD.
Nazwa systemu nawiązuje do Ikara - mitycznego młodzieńca, który wzbił się w powietrze na wykonanych przez siebie skrzydłach.